# Abismos de amor
Abismos de amor é uma telenovela mexicana, produzida pela Televisa e exibida em 1961 pelo Telesistema Mexicano.

## Elenco
- Luis Beristáin
- Virginia Gutiérrez
- Maruja Grifell
- Luis Manuel Pelayo
- Nicolás Rodríguez